# Neocteniza fantastica
Neocteniza fantastica là một loài nhện trong họ Idiopidae.
Loài này thuộc chi Neocteniza. Neocteniza fantastica được Norman I miêu tả năm 1976. Platnick & Shadab.